# Шеньга (приток Ваги)
Шеньга — река в Шенкурском районе Архангельской области, правый приток Ваги. От названия реки получил имя город Шенкурск, так как он был заложен в устье реки Шеньга. Однако река изменила русло и стала впадать в Вагу выше, а на месте старого русла осталась курья. Отсюда и пошло название города: Шен-курье..
Длина — 94 км, площадь водосборного бассейна — 596 км².

## Течение
Река берёт начало в 11 км юго-восточнее посёлка Россохи. Течет в основном в северо-западном направлении, но сильно петляет и часто меняет направление течения. После впадения основных притоков имеет русло шириной 12 метров. В нижнем течении, выше деревни Юрьевская ширина реки составляет 22 метра, а глубина 2 метра. Впадает в реку Вагу напротив деревни Гребеневская.

## Притоки (км от устья)
- 78 км: река Летница
- 80 км: река Зимняя
- 82 км: река Калдыш
- 83 км: река Ягрыш

## Населённые пункты
В верхнем течении реки, при впадении притока Зимняя находится посёлок Россохи.
В нижнем течении реки на обоих берегах реки находятся деревни Федорогорского сельского поселения:
- Юрьевская,
- Артюгинская,
- Дмитриевская,
- Кирилловская.

## Данные водного реестра
- Бассейновый округ — Двинско-Печорский
- Речной бассейн — Северная Двина
- Речной подбассейн — Северная Двина ниже места слияния Вычегды и Малой Северной Двины
- Водохозяйственный участок — Вага

## Карты
- Лист карты P-38-75,76 Россохи. Масштаб: 1 : 100 000. Указать дату выпуска/состояния местности.
- Лист карты P-38-73,74 Ровдино. Масштаб: 1 : 100 000. Указать дату выпуска/состояния местности.
- Лист карты P-38-61,62 Шенкурск. Масштаб: 1 : 100 000. Указать дату выпуска/состояния местности.